# Serie A 1956-1957 (pallacanestro maschile)
Il campionato di Serie A di pallacanestro maschile 1956-1957 secondo livello del 35º campionato italiano è stato il secondo dalla riforma dei campionati.
Il regolamento subisce un'importante modifica: viene abolito il pareggio, però per ogni sconfitta viene assegnato un punto.

## Girone A

### Classifica
|  |    | Classifica finale 1956-1957 | Pt | G  | V  | P  | PtF | PtS |
|  | -- | --------------------------- | -- | -- | -- | -- | --- | --- |
|  | 1. | Ginnastica Triestina        | 25 | 14 | 11 | 3  | 937 | 754 |
|  | 2. | Burro Giglio Reggio Emilia  | 25 | 14 | 11 | 3  | 805 | 697 |
|  | 3. | Junghans Venezia            | 24 | 14 | 10 | 4  | 770 | 705 |
|  | 4. | RIV Torino                  | 21 | 14 | 7  | 7  | 804 | 814 |
|  | 5. | Cestistica Ravenna          | 19 | 14 | 5  | 9  | 713 | 745 |
|  | 6. | Itala Gradisca              | 19 | 14 | 5  | 9  | 637 | 685 |
|  | 7. | Tosi Legnano                | 18 | 14 | 4  | 10 | 588 | 697 |
|  | 8. | Pallacanestro Gallaratese   | 17 | 14 | 3  | 11 | 738 | 895 |

### Risultati
| Risultati                  | TRI   | REG   | VEN   | TOR   | RAV   | GRA   | LEG   | GAL    |
| -------------------------- | ----- | ----- | ----- | ----- | ----- | ----- | ----- | ------ |
| Ginnastica Triestina       |       | 59-52 | 67-49 | 96-64 | 72-54 | 70-50 | 45-34 | 113-52 |
| Burro Giglio Reggio Emilia | 65-58 |       | 60-48 | 56-41 | 54-42 | 60-47 | 50-41 | 87-64  |
| Junghans Venezia           | 57-56 | 63-52 |       | 62-52 | 61-40 | 46-32 | 72-44 | 73-52  |
| RIV Torino                 | 58-76 | 55-50 | 50-57 |       | 72-47 | 39-43 | 54-43 | 72-54  |
| Cestistica Ravenna         | 60-39 | 45-63 | 65-49 | 74-63 |       | 62-50 | 37-14 | 67-70  |
| Itala Gradisca             | 42-62 | 49-50 | 41-42 | 47-51 | 42-33 |       | 51-41 | 47-32  |
| Tosi Legnano               | 55-61 | 32-52 | 35-30 | 59-66 | 46-41 | 53-42 |       | 48-43  |
| Pallacanestro Gallaratese  | 62-63 | 53-54 | 59-61 | 50-67 | 50-46 | 44-54 | 53-43 |        |

### Spareggio promozione
| Venezia 17 marzo 1957 | Ginnastica Triestina | 69 – 56 | Burro Giglio Reggio Emilia |  |

## Girone B

### Classifica
|  |    | Classifica finale 1956-1957 | Pt | G  | V  | P  | PtF | PtS |
|  | -- | --------------------------- | -- | -- | -- | -- | --- | --- |
|  | 1. | Pallacanestro Livorno       | 27 | 14 | 13 | 1  | 933 | 635 |
|  | 2. | Ex Alunni Massimo Roma      | 26 | 14 | 12 | 2  | 827 | 684 |
|  | 3. | Libertas Livorno            | 21 | 14 | 7  | 7  | 654 | 666 |
|  | 4. | Stamura Ancona              | 21 | 14 | 7  | 7  | 696 | 721 |
|  | 5. | Stanic Bari                 | 20 | 14 | 6  | 8  | 638 | 671 |
|  | 6. | Marcacci Napoli             | 20 | 14 | 6  | 8  | 617 | 702 |
|  | 7. | Cestistica Civitavecchia    | 19 | 14 | 5  | 9  | 630 | 702 |
|  | 8. | Libertas Taranto (-6)       | 8  | 14 | 0  | 14 | 310 | 524 |

### Risultati
| Risultati                | PLIV  | EXRm  | LLiv  | ANC   | BAR   | NAP   | CIV   | TAR   |
| ------------------------ | ----- | ----- | ----- | ----- | ----- | ----- | ----- | ----- |
| Pallacanestro Livorno    |       | 88-63 | 55-40 | 81-62 | 60-48 | 48-25 | 74-37 | 92-27 |
| Ex Alunni Massimo Roma   | 59-50 |       | 83-56 | 78-51 | 51-43 | 71-57 | 73-49 | 2-0   |
| Libertas Livorno         | 64-69 | 50-46 |       | 51-42 | 56-49 | 71-35 | 63-48 | 2-0   |
| Stamura Ancona           | 49-57 | 58-67 | 56-45 |       | 46-38 | 65-43 | 62-59 | 65-43 |
| Stanic Bari              | 52-65 | 61-73 | 58-46 | 46-36 |       | 65-39 | 44-40 | 2-0   |
| Marcacci Napoli          | 41-56 | 37-42 | 40-34 | 67-51 | 69-32 |       | 69-59 | 2-0   |
| Cestistica Civitavecchia | 42-62 | 39-42 | 45-28 | 46-51 | 61-49 | 55-38 |       | 2-0   |
| Libertas Taranto         | 26-76 | 45-77 | 40-48 | 0-2   | 29-51 | 53-55 | 47-48 |       |

## Finali per il titolo
| Trieste 7 aprile 1957 | Ginnastica Triestina | 54 – 51 | Pallacanestro Livorno |  |

| Livorno 14 aprile 1957 | Pallacanestro Livorno                        | 57 – 53 (27-28) | Ginnastica Triestina | \| Arbitri: \| Reverberi (Reggio Emilia) Zaniboni (Bologna) \| |
| Arbitri:               | Reverberi (Reggio Emilia) Zaniboni (Bologna) |                 |                      |                                                                |

## Verdetti
- La Ginnastica Triestina vince il titolo nazionale di Serie A

Formazione: Damiani, Salich, Canazzoni, Natali, Porcelli, Di Iorio, Magrini, Jurman, Rak, Steffe.

## Fonti
- Il Corriere dello Sport edizione 1956-57